# Sirohi (distrikt)
Sirohi är ett distrikt i den indiska delstaten Rajasthan. Den administrativa huvudorten är staden Sirohi. Distriktets befolkningen uppgick till 851 107 invånare vid folkräkningen 2001, på en yta av 5 136 km². Området består av mestadels kuperad terräng och djungel. Här finns Rajasthans enda så kallade hill station från brittisk tid, Mount Abu, där högsta toppen i bergsmassivet är Guru Sikhar på 1 722 meter över havet.
Sirohi var en brittisk-indisk vasallstat, då i Rajputana, som sträckte ut sig över 5 087 km² och med en befolkning på 189 127 invånare (1911). En mängd ruiner bär vittne om statens forna välstånd och civilisation. Fursten, med titeln Maharao, gjorde anspråk på att härstamma från den siste hindukungen i Delhi.

## Administrativ indelning
Distriktet är indelat i fem tehsil, en kommunliknande administrativ enhet:
- Abu Road
- Pindwara
- Reodar
- Sheoganj
- Sirohi

## Urbanisering
Distriktets urbaniseringsgrad uppgick till 17,73 % vid folkräkningen 2001. Den största staden är Abu Road. Ytterligare fyra samhällen har urban status:
- Mount Abu, Pindwara, Sheoganj, Sirohi